# Gonzalo Echenique
Gonzalo Óscar Echenique, becenevén Chalo (Rosario, 1990. április 27. –) világbajnok argentin származású spanyol, majd olasz válogatott vízilabdázó, a Pro Recco balkezes játékosa.

## Sportpályafutása
Gonzalo Echenique az argentínai Rosario városában született 1990. április 27-én. Sportkarrierjét úszóként kezdte, majd 12 éves korában kezdett el vízilabdázni a Gimnasia y Esgrima csapatában. 20 évesen igazolt a spanyol CN Montjuic klubjához. Egy év elteltével a CN Sabadell csapatába szerződött, ahol egy két töltött. 2013 és 2015 között a CNA Barceloneta játékosa volt, mely együttes színeiben LEN-bajnokok ligáját nyert 2014-ben, a döntően 6-7 arányban múlva felül a Radnički Kragujevac együttesét (7 találatból egyet Echenique szerzett). 2015-től a Pro Recco játékosa, emellett a 2015-2016-os idényben kölcsönben tagja volt a Primoje Rijeka együttesének is. 2014 decemberében, öt Spanyolországban töltött év után spanyol állampolgárságot kapott, ezzel bekerült a nemzeti válogatottba is, mellyel lehetősége nyílt részt venni a 2016. év nyári olimpiai játékokon. 2017 óta a Settebello tagja, mellyel a 2018-as Európa-bajnokságon 4. helyezett lett, majd egy évvel később a dél-koreai Kvangdzsu városában megrendezett világbajnokságon a dobogó tetejére állhatott.

## Nemzetközi eredményei
- Európa-bajnoki 5. helyezett (Belgrád, 2016)
- Világbajnok (Kvangdzsu, 2019)
- LEN-szuperkupa (2021, 2022, 2023)